# 小行星6542
小行星6542（英語：6542 Jacquescousteau）是一颗围绕太阳公转的小行星。1985年2月15日，安東寧·姆爾科斯在克列特发现了此天体。
这颗小行星的绝对星等为117.3246685931215等。